# Região Geográfica Imediata de Itabira
A Região Geográfica Imediata de Itabira é uma das 70 regiões imediatas do estado brasileiro de Minas Gerais, uma das cinco regiões imediatas que compõem a Região Geográfica Intermediária de Belo Horizonte. Criada em 2017 pelo Instituto Brasileiro de Geografia e Estatística (IBGE), é composta por 9 municípios, sendo o município de Itabira o mais populoso com uma população estimada de 121 717 habitantes.

## Municípios
| Município                   | População (est. 2021) | Área          | Fonte  |
| --------------------------- | --------------------- | ------------- | ------ |
| Bom Jesus do Amparo         | 6 182                 | 195,611 km²   | [ 3 ]  |
| Carmésia                    | 2 660                 | 259,103 km²   | [ 4 ]  |
| Ferros                      | 9 576                 | 1 088,791 km² | [ 5 ]  |
| Itabira                     | 121 717               | 1 253,704 km² | [ 2 ]  |
| Itambé do Mato Dentro       | 2 032                 | 380,340 km²   | [ 6 ]  |
| Passabém                    | 1 619                 | 94,183 km²    | [ 7 ]  |
| Santa Maria de Itabira      | 10 867                | 597,441 km²   | [ 8 ]  |
| Santo Antônio do Rio Abaixo | 1 756                 | 107,269 km²   | [ 9 ]  |
| São Sebastião do Rio Preto  | 1 478                 | 128,002 km²   | [ 10 ] |